# ألبرت ديلي
ألبرت ديلي (بالإنجليزية: Albert Dailey)‏ هو عازف جاز وعازف بيانو أمريكي، ولد في 16 يونيو 1939 في بالتيمور في الولايات المتحدة، وتوفي في 26 يونيو 1984 في دنفر في الولايات المتحدة بسبب ذات الرئة.

## وصلات خارجية
- ألبرت ديلي على موقع ميوزك برينز (الإنجليزية)
- ألبرت ديلي على موقع أول ميوزيك (الإنجليزية)
- ألبرت ديلي على موقع ديسكوغز (الإنجليزية)